# Wiadrów
Wiadrów je vesnice na jihu Polska v Dolnoslezském vojvodství, v okrese Jawor. Nachází se na půli cesty mezi městy Jawor a Bolków. Zastavěná část má podlouhlý charakter orientovaný přibližně z východu na západ. Vsí protéká řeka Malá Nisa a prochází několik ulic. Nachází se zde katolický kostel Povýšení svatého Kříže a ruiny kostela evangelického[zdroj?].

## Historie
Vesnice vznikla před rokem 1399, kdy je uváděn kostel Povýšení svatého Kříže. V místně dnešního paláce z 18. století stával hrad, který byl vypálen v 15. století husity. Nic se po něm nedochovalo.

## Galerie

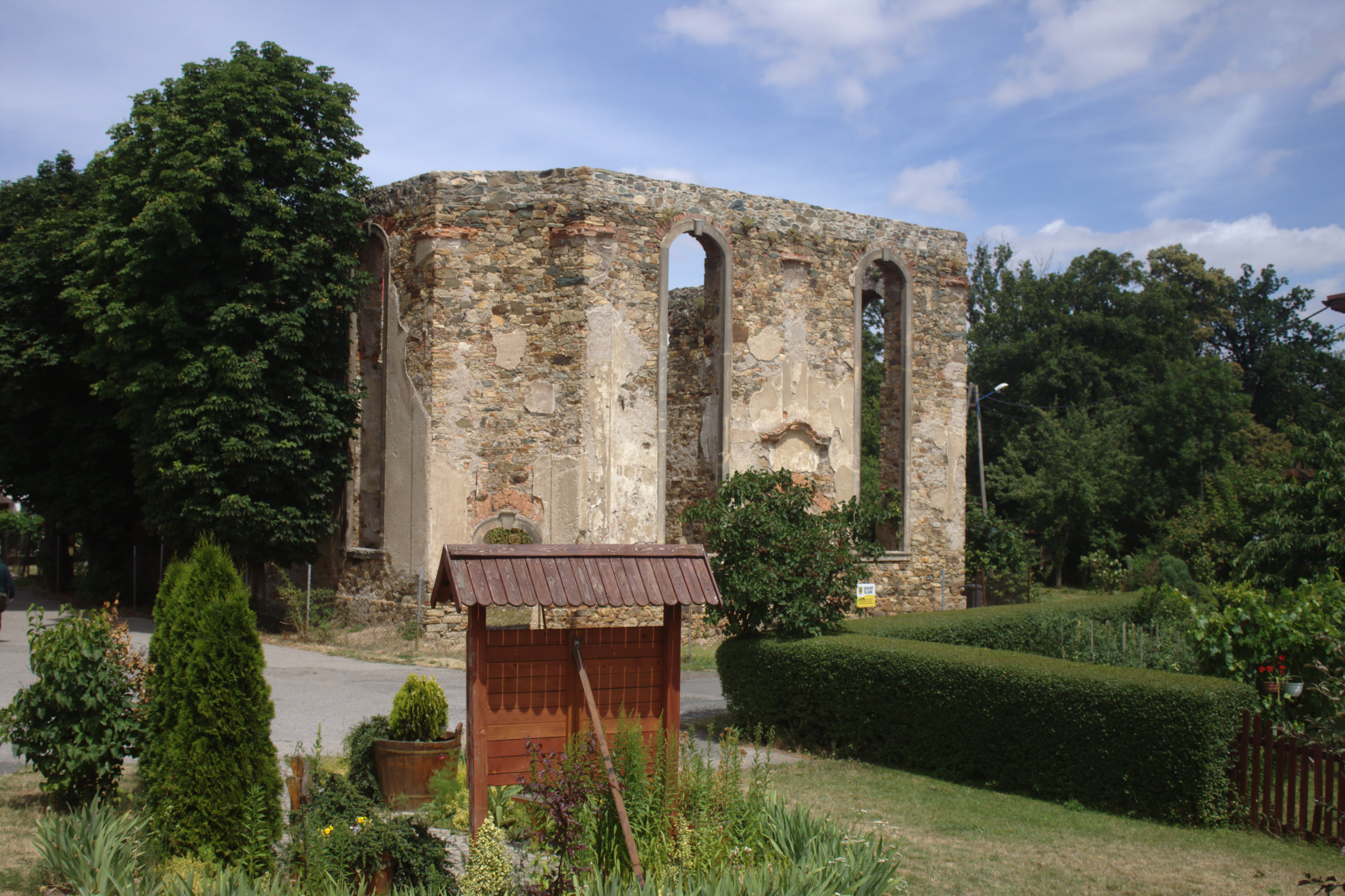
Zbytky evangelického kostela
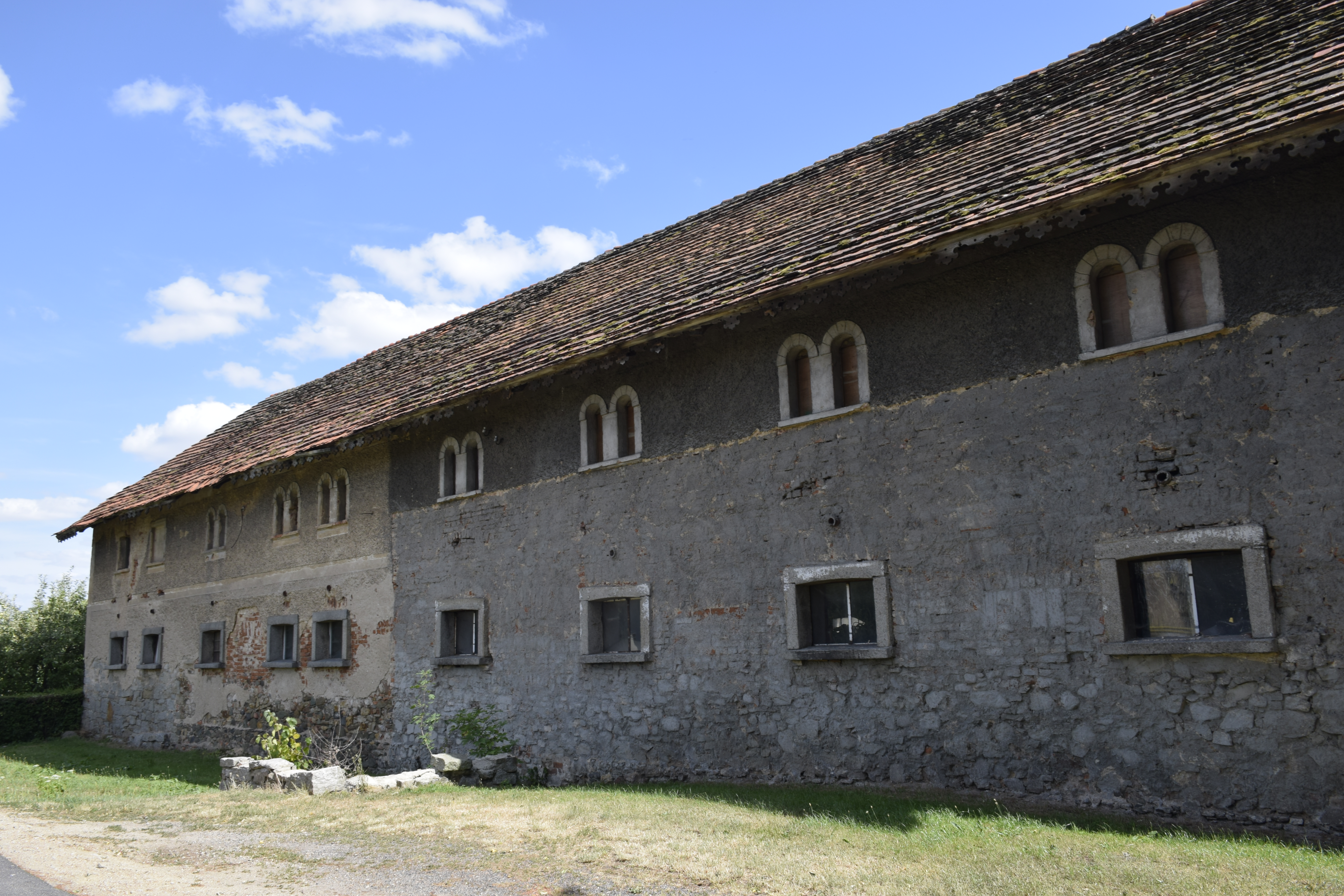
Hospodářský objekt
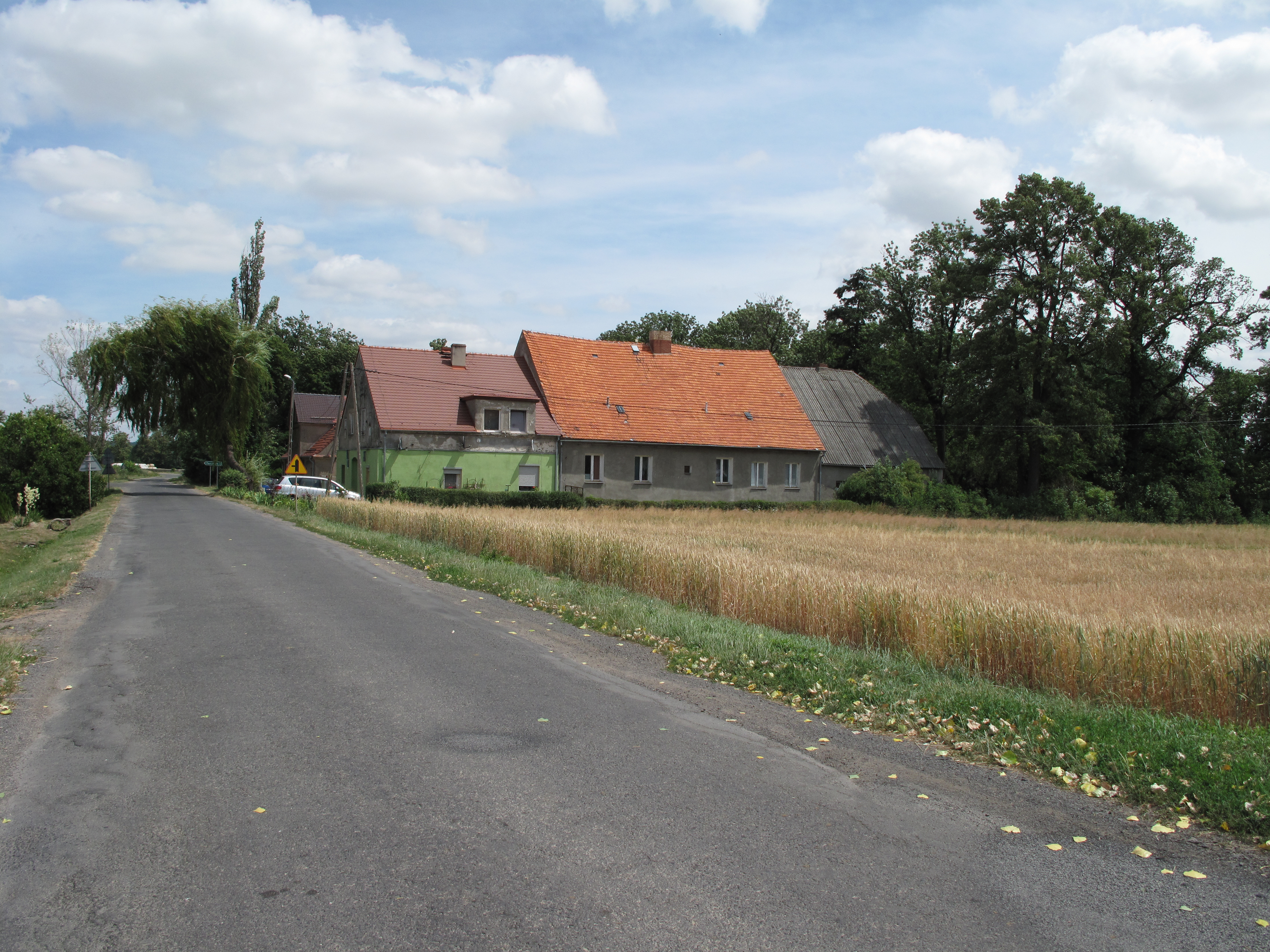
Silnice, domy, pole
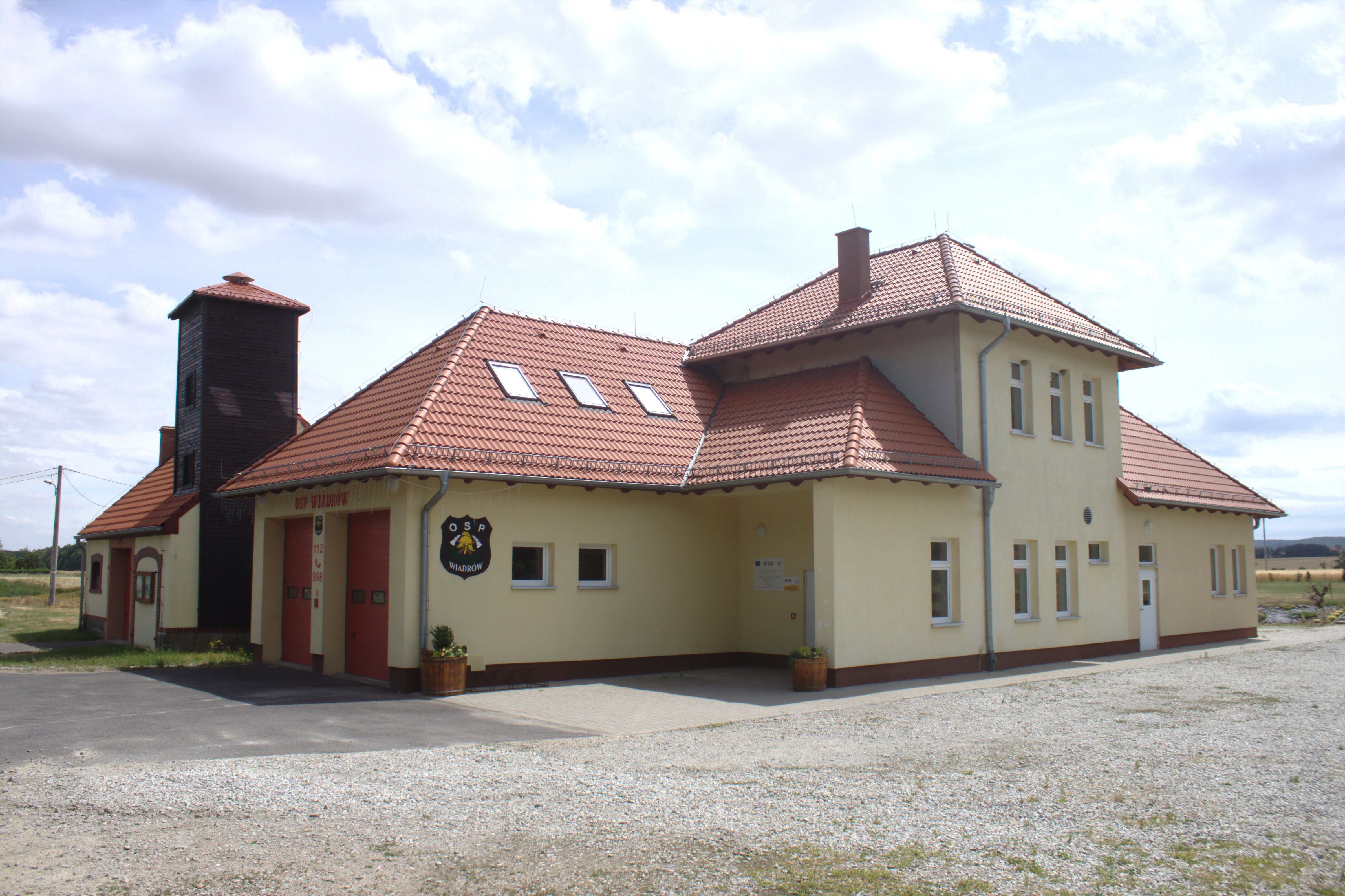
Hasičská zbrojnice